# Eubaphe lobiformis
Eubaphe lobiformis är en fjärilsart som beskrevs av Druce 1899. Eubaphe lobiformis ingår i släktet Eubaphe och familjen mätare. Inga underarter finns listade i Catalogue of Life.